# Миделхаген
Миделхаген (њем. Middelhagen) општина је у њемачкој савезној држави Мекленбург-Западна Померанија. Једно је од 42 општинска средишта округа Риген. Према процјени из 2010. у општини је живјело 579 становника. Посједује регионалну шифру (AGS) 13061023.

## Географски и демографски подаци
Миделхаген се налази у савезној држави Мекленбург-Западна Померанија у округу Риген. Општина се налази на надморској висини од 5 метара. Површина општине износи 9,6 km². У самом мјесту је, према процјени из 2010. године, живјело 579 становника. Просјечна густина становништва износи 60 становника/km².